# 延岡 (小惑星)
延岡（のべおか、8234 Nobeoka）は小惑星帯に位置する小惑星である。高知県芸西村の芸西観測所で関勉が発見した。
宮崎県の延岡市に因んで命名された。